# Edílson
 (décembre 2013).
Si vous disposez d'ouvrages ou d'articles de référence ou si vous connaissez des sites web de qualité traitant du thème abordé ici, merci de compléter l'article en donnant les références utiles à sa vérifiabilité et en les liant à la section « Notes et références ».
Edílson da Silva Ferreira, ou simplement Edílson, est un footballeur brésilien né le 17 septembre 1970 à Salvador de Bahia (Brésil). Il joue au poste d’attaquant dans les années 1990 et 2000. En 1998, il a reçu le Bola de Ouro, en français « Ballon d'or », qui récompense le meilleur joueur du championnat du Brésil.
Edílson compte 21 sélections (6 buts) en équipe nationale du Brésil et a remporté la Coupe du monde 2002. Lors de cette compétition, il a notamment disputé la demi-finale contre la Turquie, à la place de Ronaldinho qui avait été expulsé en quart de finale.

## Clubs
- 1987 – 1990 : Industrial ( Brésil)
- 1991 – 1992 : Tanabi ( Brésil)
- 1992 – 1992 : Guarani ( Brésil)
- 1993 – 1994 : Palmeiras ( Brésil)
- 1994 – 1995 : Benfica ( Portugal)
- 1995 – 1995 : Palmeiras ( Brésil)
- 1996 – 1997 : Kashiwa Reysol ( Japon)
- 1997 – 2000 : Corinthians ( Brésil)
- 2000 – 2001 : Flamengo ( Brésil)
- 2002 – 2002 : Cruzeiro ( Brésil)
- 2002 – 2003 : Kashiwa Reysol ( Japon)
- 2003 – 01/2004 : Flamengo ( Brésil)
- 02/2004 – 12/2004 : Vitória ( Brésil)
- 01/2005 – 05/2005 : Al Aïn ( Émirats arabes unis)
- 07/2005 – 12/2005 : São Caetano ( Brésil)
- 01/2006 – 07/2006 : Vasco da Gama ( Brésil)
- 07/2006 – 12/2006 : Nagoya Grampus Eight ( Japon)
- 01/2007 – 07/2007 : Vitória ( Brésil)
- 01/2010 – 05/2010 : Bahia ( Brésil)

## Palmarès
- Champion du monde 2002 avec l'équipe du Brésil
- Champion du Brésil en 1993, 1994 avec Palmeiras, 1998 et 1999 avec Corinthians
- Champion de l'État de São Paulo en 1993, 1994 avec Palmeiras, 1999 avec Corinthians
- Tournoi Rio-São Paulo en 1993 avec Palmeiras
- Coupe du monde des clubs de la FIFA en 2000 avec Corinthians
- Champion de l'État de Rio de Janeiro en 2001 avec Flamengo
- Coupe des champions du Brésil en 2001 avec Flamengo
- Coupe Sul-Minas en 2002 avec Cruzeiro
- Champion de l'État de Bahia en 2004 avec Esporte Clube Vitoria
- Coupe des Émirats arabes unis de football en 2005 avec Al Aïn

## Titres personnels
- « Ballon d’or brésilien » en 1998
- « Ballon d’argent brésilien » en 1999
- Meilleur buteur du championnat de l'État de Rio en 2001